# 新潟県警察部
新潟県警察部（にいがたけんけいさつぶ）は、戦前の内務省監督下の新潟県が設置した府県警察部であり、新潟県内を管轄区域とする。
1948年（昭和23年）3月6日に廃止となり、新潟県警察部は国家地方警察新潟県本部と新潟市警察などの自治体警察に再編されることになった。

## 沿革
- 1875年（明治8年）12月 新潟県庁に第四課を設置。
- 1876年（明治9年）4月 相川県を編入。
- 1880年（明治13年）4月 新潟県警察本署に改称。
- 1886年（明治19年）7月 新潟県警察本部に改称。
- 1890年（明治23年）10月 新潟県警察部に改称。
- 1900年（明治33年）5月 新発田警察署が警視を署長とする警察署に指定。
- 1905年（明治38年）4月 新潟県第四部に改称。
- 1907年（明治40年）7月 新潟県警察部に改称。
- 1928年（昭和3年）5月 特別高等警察課を設置。
- 1945年（昭和20年）8月 長岡空襲が起きる。
- 1945年（昭和20年）10月 特別高等警察が廃止。
- 1946年（昭和21年）3月 公安課（公安警察）を設置。

## 組織
1928年（昭和3年）時点
- 警務課
- 特別高等警察課
- 高等警察課
- 保安課
- 刑事課
- 衛生課

## 警察署
1928年（昭和3年）時点
- 新潟警察署
- 沼垂警察署
- 亀田警察署
- 新津警察署
- 村松警察署
- 五泉警察署
- 白根警察署
- 内野警察署
- 巻警察署
- 燕警察署
- 三条警察署
- 加茂警察署
- 見附警察署
- 新発田警察署

- 中条警察署
- 葛塚警察署
- 水原警察署
- 津川警察署
- 村上警察署
- 府屋警察署
- 柏崎警察署
- 宮川警察署
- 高田警察署
- 新井警察署
- 柿崎警察署
- 直江津警察署
- 安塚警察署
- 十日町警察署

- 与板警察署
- 出雲崎警察署
- 寺泊警察署
- 長岡警察署
- 栃尾警察署
- 小千谷警察署
- 小出警察署
- 六日町警察署
- 糸魚川警察署
- 能生警察署
- 相川警察署
- 両津警察署
- 小木警察署
- 河原田警察署

## 歴代部長
| 代 | 官職名                 | 氏名         | 就任日                           | 退任日         | 前職                     | 後職                     | 備考                  |
| -- | ---------------------- | ------------ | -------------------------------- | -------------- | ------------------------ | ------------------------ | --------------------- |
| -  | 典事                   | 青柳尚賢     | 明治5年2月19日 （1872年3月27日） | 1873年6月23日  |                          |                          |                       |
| -  | 大属                   | 銀林綱男     | 1873年6月23日                    | 1873年12月18日 |                          | -                        |                       |
| -  | 一等警部 第四課長      | 銀林綱男     | 1873年12月18日                   | 1876年4月16日  | -                        |                          |                       |
| -  | 一等警部 第四課長      | 中村正彦     | 1876年4月16日                    | 1879年2月13日  |                          | -                        |                       |
| -  | 一等警部 警察課長      | 中村正彦     | 1879年2月13日                    | 1879年4月28日  | -                        | 新潟県中蒲原郡長         |                       |
| -  | 一等警部 警察課長      | 藤井楯雄     | 1879年4月25日                    | 1880年4月17日  |                          | -                        |                       |
| -  | 一等警部 警察本署長    | 藤井楯雄     | 1880年4月17日                    | 1881年9月10日  | -                        |                          |                       |
| -  | 三等警部 警察本署長    | 鮎沢政彦     | 1881年8月19日                    | 1882年3月13日  |                          |                          |                       |
| 1  | 警部長 警察本署長      | 藤井楯雄     | 1882年3月13日                    | 1882年5月20日  | -                        | 死去                     |                       |
| -  | 警部長心得 警察本署長  | 井上正貞     | 1882年7月7日                     | 1882年9月22日  |                          | -                        |                       |
| 2  | 警部長 警察本署長      | 井上正貞     | 1882年9月22日                    | 1884年12月26日 | -                        | 依願免本官               |                       |
| 3  | 警部長 警察本署長      | 三村実       | 1884年12月26日                   | 1885年2月23日  | 内務一等属               | 免本官                   |                       |
| 4  | 警部長 警察本署長      | 津川顕蔵     | 1885年2月23日                    | 1886年7月20日  |                          | -                        |                       |
| 4  | 警部長 警察本部長      | 津川顕蔵     | 1886年7月20日                    | 1887年12月20日 | -                        | 新潟県北蒲原郡長         |                       |
| 5  | 警部長 警察本部長      | 税所篤一     | 1887年12月20日                   | 1890年10月11日 | 新潟県警部               | 石川県警部長             |                       |
| 6  | 警部長 警察部長        | 宮内愛亮     | 1890年10月11日                   | 1891年5月7日   | 兵庫県警部長             | 鹿児島県警部長           |                       |
| 7  | 警部長 警察部長        | 久保村活三   | 1891年5月7日                     | 1894年6月20日  | 鹿児島県警部長           | 島根県書記官             |                       |
| 8  | 警部長 警察部長        | 西田栄太郎   | 1894年6月20日                    | 1897年4月1日   | 島根県警部長             | 広島県警部長             |                       |
| 9  | 警部長 警察部長        | 和田勇       | 1897年4月1日                     | 1899年4月8日   | 広島県警部長             | 依願免本官               |                       |
| 10 | 警部長 警察部長        | 浜田彦一郎   | 1899年4月8日                     | 1900年4月1日   |                          | 広島県警部長             |                       |
| 11 | 警部長 警察部長        | 青木定謙     | 1900年4月1日                     | 1904年5月26日  | 和歌山県警部長           | 広島県警部長             |                       |
| 12 | 警部長 警察部長        | 新妻駒五郎   | 1904年5月26日                    | 1905年4月19日  | 広島県警部長             | 千葉県事務官・第四部長   |                       |
| 13 | 事務官 第四部長 警務長 | 岡田文次     | 1905年4月19日                    | 1906年4月17日  | 千葉県警部長             | 警視庁警視・第二部長     |                       |
| 14 | 事務官 第四部長 警務長 | 茂泉敬孝     | 1906年4月17日                    | 1906年8月15日  | 石川県事務官・第四部長   | 長崎県事務官・第四部長   |                       |
| 15 | 事務官 第四部長 警務長 | 依田銈次郎   | 1906年8月15日                    | 1906年7月13日  | 山口県事務官・第四部長   | -                        |                       |
| 15 | 事務官 警察部長 警務長 | 依田銈次郎   | 1907年7月13日                    | 1908年3月30日  | -                        | 石川県事務官・内務部長   |                       |
| 16 | 事務官 警察部長 警務長 | 平塚広義     | 1908年3月30日                    | 1910年7月14日  | 三重県事務官・警察部長   | 神奈川県事務官・警察部長 |                       |
| 17 | 事務官 警察部長 警務長 | 楯石騤二郎   | 1910年7月14日                    | 1913年2月1日   | 北海道庁事務官・警察部長 | 休職                     |                       |
| 18 | 事務官 警察部長 警務長 | 飯尾藤次郎   | 1913年2月1日                     | 1913年6月13日  | 高知県事務官・警察部長   | 富山県内務部長           |                       |
| 19 | 警察部長               | 野口淳吉     | 1913年6月13日                    | 1914年6月9日   |                          | 山口県内務部長           |                       |
| 20 | 警察部長               | 白男川譲介   | 1914年6月9日                     | 1915年8月12日  | 富山県警察部長           | 北海道庁土木局長         |                       |
| 21 | 警察部長               | 佐々木秀司   | 1915年8月12日                    | 1917年3月5日   | 群馬県警察部長           | 山形県内務部長           |                       |
| 22 | 警察部長               | 高橋守雄     | 1917年3月5日                     | 1919年4月19日  | 岐阜県警察部長           | 新潟県内務部長           |                       |
| 23 | 警察部長               | 浅利三朗     | 1919年4月19日                    | 1919年8月21日  | 高知県警察部長           | 北海道庁警察部長         |                       |
| 24 | 警察部長               | 加勢清雄     | 1919年8月21日                    | 1921年6月3日   | 埼玉県警察部長           | 島根県内務部長           |                       |
| 25 | 警察部長               | 永井準一郎   | 1921年6月3日                     | 1922年4月17日  | 高知県警察部長           | 徳島県内務部長           |                       |
| 26 | 警察部長               | 平田紀一     | 1922年4月17日                    | 1923年10月27日 | 佐賀県警察部長           | 滋賀県内務部長           |                       |
| 27 | 警察部長               | 中島万平     | 1923年10月27日                   | 1924年12月20日 | 山梨県警察部長           | 免官                     |                       |
| 28 | 書記官 警察部長        | 大久保留次郎 | 1924年12月20日                   | 1925年9月17日  | 内務事務官               | 福岡県書記官・警察部長   |                       |
| 29 | 書記官 警察部長        | 井上英       | 1925年9月17日                    | 1927年5月17日  | 熊本県書記官・警察部長   | 休職                     |                       |
| 30 | 書記官 警察部長        | 豊島長吉     | 1927年5月17日                    | 1928年2月28日  | 長崎県書記官・警察部長   | 神奈川県書記官・警察部長 |                       |
| 31 | 書記官 警察部長        | 田口易之     | 1928年2月28日                    | 1929年2月6日   | 山梨県書記官・内務部長   | 京都府書記官・警察部長   |                       |
| 32 | 書記官 警察部長        | 中村安次郎   | 1929年2月6日                     | 1930年8月28日  | 石川県書記官・警察部長   | 秋田県書記官・内務部長   |                       |
| 33 | 書記官 警察部長        | 中井光次     | 1930年8月28日                    | 1931年12月24日 | 千葉県書記官・警察部長   | 兵庫県書記官・警察部長   |                       |
| 34 | 書記官 警察部長        | 双川喜一     | 1931年12月24日                   | 1932年6月30日  |                          | 休職                     |                       |
| 35 | 書記官 警察部長        | 留岡幸男     | 1932年6月30日                    | 1934年7月11日  | 千葉県書記官・学務部長   | 神奈川県書記官・警察部長 |                       |
| 36 | 書記官 警察部長        | 土肥米之     | 1934年7月11日                    | 1937年1月9日   | 島根県書記官・警察部長   | 北海道庁部長・警察部長   |                       |
| 37 | 書記官 警察部長        | 福本柳一     | 1937年1月9日                     | 1937年11月1日  | 福井県書記官・警察部長   | 社会局書記官             |                       |
| 38 | 書記官 警察部長        | 辻山治平     | 1937年11月1日                    | 1939年4月21日  | 山形県書記官・警察部長   | 神奈川県書記官・警察部長 |                       |
| 39 | 書記官 警察部長        | 篠山千之     | 1939年4月21日                    | 1941年1月8日   | 福岡県書記官・学務部長   | 兵庫県書記官・警察部長   |                       |
| 40 | 書記官 警察部長        | 中村元治     | 1941年1月8日                     | 1942年7月7日   | 和歌山県書記官・警察部長 | 陸軍司政長官             |                       |
| 41 | 書記官 警察部長        | 柘植文雄     | 1942年7月7日                     | 1942年11月1日  | 静岡県書記官・警察部長   | -                        |                       |
| 41 | 部長 警察部長          | 柘植文雄     | 1942年11月1日                    | 1943年7月1日   | -                        | 福岡県部長・警察部長     |                       |
| 42 | 部長 警察部長          | 郡祐一       | 1943年7月1日                     | 1945年8月28日  | 内務書記官               | 内務書記官・地方局       |                       |
| 43 | 部長 警察部長          | 久井忠雄     | 1945年8月28日                    | 1945年10月13日 | 情報局情報官             | 休職                     |                       |
| 44 | 部長 警察部長          | 竹谷源太郎   | 1945年10月13日                   | 1945年10月27日 | -                        | -                        | 兼任・本務:新潟県部長 |
| 45 | 部長 警察部長          | 金山国治     | 1945年10月27日                   | 1946年2月9日   | 内務書記官               | 福岡県部長・経済部長     |                       |
| 46 | 部長 警察部長          | 羽根盛一     | 1946年2月9日                     | 1946年4月1日   | 東京都事務官             | -                        |                       |
| 46 | 地方事務官 警察部長    | 羽根盛一     | 1946年4月1日                     | 1946年7月13日  | -                        | 愛知県警察部長           |                       |
| 47 | 地方事務官 警察部長    | 谷口幸三     | 1946年7月13日                    | 1947年5月2日   | 石川県警察部長           | 広島県警察部長           |                       |
| 48 | 地方事務官 警察部長    | 野々山重治   | 1947年5月2日                     | 1948年3月6日   | 長野県警察部長           | 新潟県警察長             |                       |

## 主な事件
- 悌輔騒動
- 直江津駅リンチ殺人事件
- 坂町事件
- 新潟日報社襲撃事件